# البطائح
البطائح هي مدينة تقع في الضواحي الخارجية لإمارة الشارقة بدولة الإمارات العربية المتحدة. يبلغ عدد سكان المدينة حوالي 4000 نسمة فقط اعتبارًا من عام 2015، وهي واحدة من أقل البلديات كثافة سكانية في الشارقة. المدينة هي موطن لنادي البطائح ومنتزه الشارقة الصحراوي.